# Trgovačka ruta
Trgovačka ruta predstavlja logističku mrežu u smislu puteva i stanica koji služe za komercijalni prevoz  tereta. Trgovačka ruta ima za svrhu omogućiti robama da dopru do udaljenih tržišta, te sadrži saobraćajne arterije koje mogu biti povezane sa manjim mrežama za komercijalni i nekomercijalni prevoz.
Kroz istoriju, odnosno u periodu od oko 1532. p. n. e. do 1. n.e. zapadnoazijske, mediteranske, južnoazijske (indijske) i istočnoazijske (kineske) kulture i civilizacije su razvile važne prevozne mreže za trgovinu. Rane trgovačke rute u Evropi su uključivale Jantarni put, koji je služio kao pouzdana mreža za trgovinu na duže staze. Pomorska trgovina duž Puta začina je postala važna u srednjem veku; države su se s vremenom počele koristiti oružjem kako bi kontrolisali ovu važnu rutu. Za vreme srednjeg veka su se razvile i organizacije poput Hanze, čija je svrha bila zaštiti trgovce i trgovinu duž trgovačkih ruta, a koje su postale izuzetno važne i uticajne.
S dolaskom modernih vremena, komercijalna aktivnost se preselila sa tradicionalnih trgovačkih ruta Starog sveta na rute između modernih nacionalnih država. Ove aktivnosti su se ponekad obavljale bez tradicionalne zaštite trgovine i pod međunarodnim sporazumima o slobodnoj trgovini, koji su dozvolili komercijalnim dobrima da prelaze granice uz blaža ograničenja. Inovativne tehnike transporta u poslednje vreme uključuju cevovode, odnosno železničke, automobilske rute i transportne aviolinije.